# Oligonychus subtropicus
Oligonychus subtropicus är en spindeldjursart som beskrevs av Tseng 1980. Oligonychus subtropicus ingår i släktet Oligonychus och familjen Tetranychidae. Inga underarter finns listade i Catalogue of Life.